# Caméra Éclair 16
L’Éclair 16 NPR, connue en France sous l'appellation Éclair Coutant, est une caméra 16 mm fabriquée à partir de 1963 par la société Éclair. Destinée à la télévision (Office de radiodiffusion-télévision française), elle a été aussi utilisée au cinéma, principalement en documentaire.
André Coutant a présenté l’Éclair 16 en 1963. C'est la première caméra portative autosilencieuse, c'est-à dire qu'elle émet assez peu de bruit pour être utilisée sans blimp. Son mécanisme est dit à « griffe douce » : pour réduire le bruit de la caméra, provoqué par le contact entre le film et la griffe, celle-ci s'introduit dans la perforation sous l'action douce d'un ressort, avant la descente du film qui se produit ainsi sans choc. La caméra est modulaire et adaptable à de nombreux usages. 
Pour s'adapter aux conditions de luminosité extrême, l'angle d'ouverture de l'obturateur est réglable de 180° à 0. 
André Coutant a repris des caractéristiques de sa caméra Caméflex, de 1947 : l'entraînement du film, la loupe de visée. Il a amélioré la prise de vues "caméra à l'épaule" grâce au magasin coaxial. 

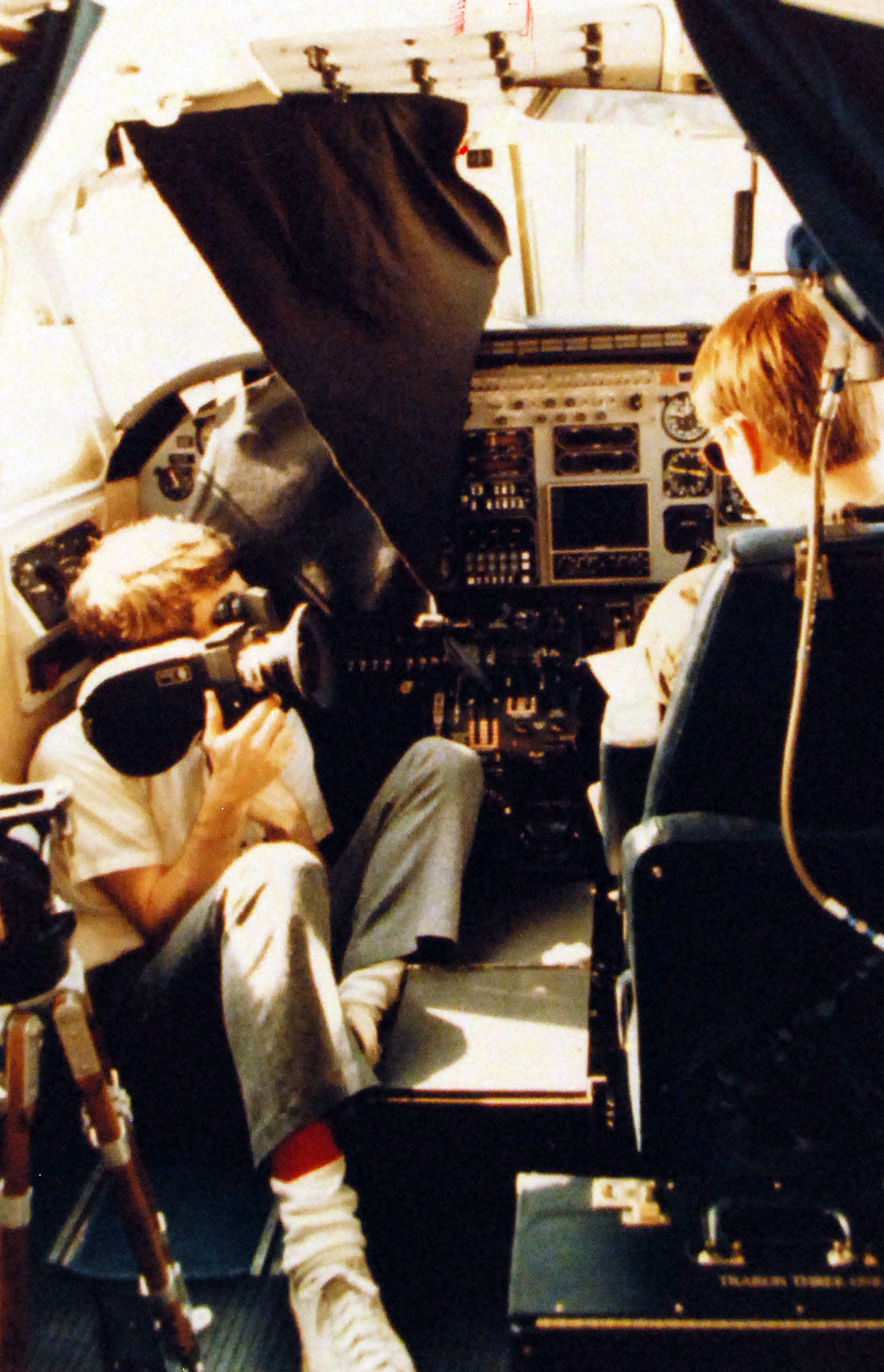
Éclair 16 ACL dans le
cockpit d’un avion.

L’'Éclair 16 ACL est une caméra 16 mm et Super 16 fabriquée dans les années 1970 par la société Éclair qui l'a lancée dans le sillage du succès de la NPR. Elle offre les avantages d’un volume et d’un poids particulièrement réduits (3,5 à 4 kg) dans sa version d'origine à magasin coaxial de 60 mètres.
« À l'inverse des caméras reflex où le miroir monté à 45° est utilisé comme obturateur, l'ACL comporte un obturateur plan de grand diamètre et totalement indépendant du miroir. Placé très près du film, d'un angle d'ouverture fixe de 175° et coupant l'image dans le sens de la plus petite dimension, il assure une exposition parfaite des images avec une netteté maximum. Le temps réel d'exposition est de 1/51e de seconde à la cadence de 25 images et de 1/49e à la cadence de 24 images. ». 
Le système de visée reflex se présente en effet différemment de celui de la NPR et d'autres caméras reflex. La taille réduite a obligé à utiliser un minuscule miroir oscillant (3 grammes).

## Innovations
L’Éclair 16 Coutant est dotée d'un magasin coaxial de 120 mètres de pellicule, donnant une durée maximale de prise de vues de 11 min. Le magasin coaxial contient côte à côte la pellicule vierge et la pellicule exposée. Contrairement au magasin coplanaire (pellicules vierge et exposée sont en ligne, dans deux boîtiers différents), dont le déroulement modifie l'équilibre pondéral de la caméra (la pellicule passe de l'avant à l'arrière), le magasin coaxial permet de conserver l'équilibre de la caméra tout au long de la prise. Les magasins contiennent la boucle de Latham préréglée, et la plaque d'appui, et peuvent se changer par simple clic en pleine lumière.
L’Éclair 16 est prévue pour être portée sur l'épaule sans accessoire particulier. Un prisme rotatif permet de la tenir sur l'épaule droite en cadrant avec l'œil droit, ou sur l'épaule gauche avec l'autre œil. Une poignée déclencheur, non indispensable avec le moteur d'origine, peut aider la prise en main.

## Synchronisation du son
Les Éclair 16 NPR fonctionnent avec un moteur interchangeable. Le plus simple de ces moteurs est à courant continu à tension régulée électroniquement, suffisamment puissant pour assurer un défilement régulier. Un générateur sur le même axe fournit un signal pilote synchrone, qui peut être enregistré sur la piste spéciale des enregistreurs portables Nagra ou Stellavox conçus à la même époque dans le même but. Avec ce moteur, un câble doit relier la caméra au magnétophone pour assurer un enregistrement synchrone.
Une autre option, héritée du Caméflex, utilise un moteur synchrone. Un boîtier déphaseur de 90° transforme le monophasé qu'on trouve partout en biphasé, pour une meilleure régularité de rotation. On peut utiliser simultanément plus d'une caméra dans un synchronisme parfait, soit pour filmer selon plusieurs axes ou grosseurs de plans afin de faciliter le montage, soit pour s'affranchir de la limite de 11 min des magasins. Le magnétophone peut utiliser un moteur synchrone ou enregistrer le signal pilote pris sur un petit transformateur. Avec ce moteur, le courant du secteur assure la synchronisation, et la caméra n'est pas directement reliée au magnétophone.
Dans les années 1970, Éclair propose un moteur pas-à-pas 48 pôles, nettement plus petit que les précédents, dont la vitesse de rotation contrôlée par quartz permet la synchronisation du son et des caméras multiples sans aucun câble.

## Cinéma direct
En France et au Québec, l’Éclair NPR devient la caméra de choix pour les réalisateurs et opérateurs du cinéma direct, Jean Rouch, Michel Brault, Richard Leacock.